# 仮面ライダー2号
- 仮面ライダーシリーズ
  - 仮面ライダー > 仮面ライダー2号
  - 仮面ライダー (漫画) > 仮面ライダー2号
  - 仮面ライダー THE FIRST > 仮面ライダー2号
  - ショッカーライダー > 仮面ライダー2号
  - シン・仮面ライダー > 仮面ライダー2号

仮面ライダー2号（かめんライダーにごう）は、特撮テレビドラマ「仮面ライダーシリーズ」の作品の中に登場するキャラクター。
ここでは、仮面ライダー2号に変身する一文字隼人（いちもんじ はやと）や仮面ライダー第2+1号についても解説する。

## 仮面ライダー2号

### 旧2号
一文字が、ベルトの風車タイフーンにジャンプ時の空気抵抗による風圧を受けることで変身した姿。エネルギー源が風であることは1号と同じだが、一定の変身ポーズと「変身！」の掛け声によって、ベルトの風車に装備された風力エネルギーの吸収部を保護する役割を持つ開口部のシャッターを開き、より能動的に変身できる。変身時間は10秒。後に登場する新2号との対比時には、旧2号と表記される。2号ライダーまたは一文字ライダーとも称される。
タイフーンから取り入れた風力エネルギーを、胸のコンバーターラングで熱エネルギーか電気に転換させ、さらに腰のエナージ・コンバーターで体内に備蓄させて直接使用する形のエネルギーにすることで、必要に応じて体外に放射する能力を持つ。人間より広い視界と赤外線による暗視能力、ズーム機能を持つ複眼Cアイ、4キロメートル四方の音を聞き取る聴覚、電波の送受信を行う超触覚アンテナ、対怪人用の脳波探知機Oシグナル、100トンの衝撃を吸収する足のショックアブソーバなど、基本的な機能面は1号・2号共通である。
1号よりも全身の筋肉量が多く、胸部にパワー強化装置が組み込まれているので、腕力が強い。また、自前の武器は持たないものの、徒手空拳の攻撃だけでなく武器の扱いにも優れており、戦闘員から奪った棒や刃物、フェンシングの刀、落ちている木の棒など、何でも使いこなす。モグラング戦では、奪った武器による二刀流の殺陣で相手を追い詰めている。
- スーツは旧1号のものを改造している[3][7]。全体的に旧1号と比べて明るい配色になっているが、これは主役交替とは関係なく検討されていた案によるもので[8]、夜間シーンでの視認性を高める意図があった[9]。
- 藤岡の事故を受けてスーツアクターは大野剣友会が担当するようになるが、撮影初期には佐々木もスーツアクターを担当している[10]。マスクが分割式であるため、演者によって顎の形状が異なっている[7]。

マスク
当初は1号用のマスクを再塗装して使用しており、中央に銀のラインが入っている。また、後頭部にはラテックスのカバーが取り付けられた。当初は深緑色だったが、塗料の調達が難しくなったために手に入りやすい黒色で補修を行ううち、暗い色に変化していった。覗き窓周辺のビスのねじは、プラスに変更されている。新造のマスクは第15話 - 第18話で使用されたものと、第46話以降に使用されたものの2種類がある。アクション用のラテックス製マスクは初期に使用されたが、その後は見られなくなる。
スーツ
腕と脚部に銀のラインが入ったレザー製である。3クール開始時、コマーシャル映像撮影用にビニールレザー製スーツが新調されている。
ベルト
変身する意志を表すため、タイフーンにシャッターが取り付けられた。閉じたシャッターには立花レーシングクラブのマークが施されている。派手さを意識するため、ベルトの帯の色は赤（オレンジ）になった。1号用ベルトを塗り替えたものを含め、部品の形状の違いによる細かなバリエーションがある。

### 新2号
第72話から登場する、より強化された2号の新たなる姿。マスクは新1号と同じ形状となり、色も同じメタリックグリーンとなった。スーツも同様だが側面のラインは1本のままであり、グローブとブーツが赤くなった。
1号に対してパワーで押していく印象が目立ち、力の2号の異名を持つ。1号の技だったライダーきりもみシュートを会得するなど、より強力な技も新しく身に付けているが、「ライダーキック」以外の技の使用回数は少ない。
変化の経緯は劇中で説明されておらず、新1号の再改造説のように広く知られた後付けの設定もない。「一文字が特訓を重ねることで潜在能力を最大限に引き出した結果」と推測されるくらいである。
デザイン・造型
スーツはすべて布製になった。グローブとブーツの色の変更は、「新1号と区別するために赤いものへ」と解釈されている。しかし、佐々木によると、汚れた手袋を塗りなおすための塗料が現場に赤しかなかったので、仕方なく全部赤に変えたというのが真相であり、パワーアップに関する明確な設定がないのは偶発的な処理の結果である。
『仮面ライダー』でのマスクはすべて新1号のものを流用している。目の電飾は第72話でのみ使用された。
体の両側に走る銀のラインは旧2号と変わらないが、第93話以降は線が細くなって脇の下にもラインが入るようになった。以後は客演作品によってラインの太さが異なる。
映画『仮面ライダーV3対デストロン怪人』以降は、1号と2号を区別するために片方のマスクをダークグリーンにしており、おおむね2号のほうがダークグリーンとなっていることが多い。『V3』第33・34話や『ストロンガー』の特写などでは、マスクが1号と入れ替わっている。『ストロンガー』客演時のマスクは目が原典のものよりも大きく、書籍『仮面ライダー映画大全集』ではアマゾンのものを流用していると推測している。

### 『仮面ライダー THE FIRST』での仮面ライダー2号
一文字が外部に露出させたベルトのタイフーンを回転させ、ボディスーツ特殊強化服が自動的に装着された後に、出現したマスク上部のヘルメットと下部のクラッシャーをセットすることで変身する、バッタの能力を持った改造人間。1号とほぼ同等のパワーを持つが、戦闘テクニックは上回っており、1号とは対照的に多彩なバリエーションを持つキックを用いた攻撃技が特徴的な「技の2号」。テレビシリーズとは異なり、変身ポーズを取る必要はない。
一文字の装着する特殊強化服は概ね本郷用と同じだが、肩のプロテクターが特殊強化服に内蔵されており、スーツがワンピース状になっていてベルトの下から上半身のスーツの裾が出ておらず、肩から腕と脚側面に緑のラインが入っているというディテールの違いがある。カラーリングも黒が基調でマフラーが赤なのは同じだが、コンバーターラング、グローブ、ブーツの配色はダークグリーンである。ベルトは赤で、背中やグローブの手の甲にショッカーのマークが刻印されている。マスク上半分はメタリックグリーンで、鼻にあたる部分から後頭部にかけては白く塗り分けられている。顎部分はシルバー。
- カラーリングデザインはテレビシリーズの新1号を基準に施されている[39]。スーツも新1号同様、上着の裾が出ないワンピースとなっている[39]。1号との差別化として、上下分割や肩などで差を付けている[40]。

『仮面ライダー THE NEXT』
前作の戦いの後、ショッカーから逃げ延びながら2年間を過ごしていたため、1号同様にライダースーツには前作よりも多くの傷跡や変色が見受けられる。スーツのカラーリングは前作とほぼ同じだが、至るところに傷や汚れ、変色などが見受けられ、ヘルメットにはヒビが入り、クラッシャーはリジェクションを我慢したことに伴う吐血によって若干錆びついている。しかし、1号同様にスーツ自体に機能の低下は見られない。また、背中とグローブにあったショッカーのマークは自ら削り取っており、その痕跡を残すのみとなっている。
リジェクションの発作の度合いは全身に及ぶほど悪化して体は限界に近いものの、機能の低下は見られない。力強く直線的な動きの本郷に対し、蹴りを多用した流麗な動きを得意としている。スピードを生かした洗練された戦闘スタイルで、数に勝るショッカーライダーたちを何度も圧倒する活躍を見せるが、戦闘中に頻発するリジェクションに苦しめられる。パンチやキックの力も強く、トラック越しに放ったパンチはワゴン車を弾き飛ばし、変身前でもキックの一撃で大型のバンを転倒させるパワーを見せた。
- デザイン画ではダメージ表現は描かれておらず、造型段階で加えられ、体色と同じ色になった。

### 『シン・仮面ライダー』での仮面ライダー第2号
一文字隼人がオーグメンテーションを施された第2バッタオーグとしてSHOCKERの緑川イチローに洗脳された姿であるが、強い精神力で制御して元来の性格を保持し、仮面ライダーの前にSHOCKERの刺客として立ちはだかった後、ルリ子のパリハライズによって洗脳から解放され、悲しみを乗り越えたことで自らの魂を取り戻し、「SHOCKERの敵、そして人類の味方」として覚醒し、首に深紅のマフラーを巻いて「仮面ライダー第2号」と名乗るようになる。
スペックは仮面ライダーと同等だが、スーツやマスクのデザインなどがやや異なる。
スーツの両腕、マスク中央にはシルバーのラインがあしらわれている。コートやブーツは本郷のものとデザインが異なり、コートは布帛製の「モーターサイクルコート」を着用する。
変身ベルトタイフーン開閉式安全装置付初期改良型も、風を受けずに変身できるように改良されているうえ、本郷のものにはないシャッターが風車部分に装備されており、色が赤いほか、風車周辺の細部も異なる。
- デザインは前田真宏が担当[51]。
- 変身ベルトタイフーン開閉式安全装置付初期改良型のデザイン案は監督の庵野秀明が仮面ライダーのベルトの写真を基に作成した[51]。

### 仮面ライダー第2+1号
本郷の意志を継承した一文字隼人が新たなスーツを纏った姿。通称「シン一文字ライダー」。
マスクに本郷の心をプラーナとして定着させており、一文字と本郷、2人分の魂を背負った仮面ライダーとして新しいオーグメントとの戦いに臨む。
- デザインは前田真宏が担当[53]。

## 必殺技
物語の進展とともに、ライダーキックが必殺技として確立される。ライダーキックは上空にジャンプし、宙返りを経た後に怪人めがけて蹴りこむ技として表現されている。しかし、ライダーごっこの最中にライダーキックの真似をして怪我をする子供が現れたことが問題となり、ライダーキックを真似る子供に本郷が注意を呼びかけるシーンや、ライダーの特訓シーンを見せつつ滝が子供たちにライダーキックの危険性を諭すシーンも劇中に挿入された。
この他にもライダーは多数の格闘術を決め技として用いて、ライダーダブルキックに代表される1号・2号の合同技も時に繰り出された。後のシリーズでもライダーたちはライダーキックとほぼ同様のキック技を始めとした、多数の必殺技を用いるようになっている。
- 本作品の直前に多くの同スタッフによって制作された『柔道一直線』の技が、仮面ライダーの必殺技のベースになっている。必殺技の撮影では、柔道一直線で多用されたトランポリンでジャンプや回転するシーンを撮影し、これを編集で繋いでいく手法がとられている。

### 主な技
パンチやチョップなどスタンダードな技は省く。2号は1号より力で優れているとされるが、特に「技が苦手」というわけではなく、新しい技を随時生み出している。
ライダーキック
1号と共通し、最も多用された必殺技。バッタの改造人間であるライダーの脚力をフルに生かしているため、凄まじい破壊力がある。
後期ショッカー怪人やゲルショッカー怪人はかなり強化されているので、必ずしも「一撃必殺」とは言えなくなっている。
『X』や『スカイライダー』での客演時には、「2号ライダーキック」や「ライダー2号キック」と呼称することがある。
ライダー卍キック
滝との特訓によって編み出された、自身を急回転させ威力を増し打ち出すキック。ひねった身体が卍（まんじ）のように見えるところが名称の由来。
『仮面ライダー THE FIRST』でのスネーク戦では、「卍のように見えるポーズのライダーキックの派生技」を使用している。また、PS2ゲーム『正義の系譜』では2号の最強技に設定されている。
ライダー回転キック
ハエ男を倒した技。通常のライダーキックよりも空中前転の回数を増やし、破壊力を増したキックを敵に放つ。

ライダーパンチ
時速200キロメートルで強力な拳による一撃。カニバブラーやトリカブトにとどめを刺した。大幹部怪人である狼男相手には、空中からダイビングすることで威力を増して放った。
ライダー返し
空中で相手を投げるというより、身体を引っ繰り返して敵の腕を掴んで一本背負い。ダブルライダーの連携として、ツープラトン使用も可能。
ライダー二段返し
その名の通り、ライダー返しを2度行い、空中での回転に勢いをつけて相手を叩き落とす。ナメクジラ戦で使用。

ライダーきりもみシュート
1号が編み出した強力な投げ技。相手を錐揉み回転させるので真空状態が起こる。2号が使用したのは、対エイドクガー戦のみである。
大車輪投げ
パワーが特色の2号の独特の技。バックブリーカーで相手の背をへし折ってから投げ飛ばす。劇中での技の呼称はない。
ライダー放電
エイキング戦では、相手の電撃を受けた後に送り返してダメージを与えた。また、ヒルゲリラ戦では指先から沼に向けて放電し、水中の敵を感電死させた。
ライダー反転スクリュー返し
『スカイライダー』第40話で使用。高速できりもみ回転し、拘束具を振り払う脱出技。オカッパ法師のカッパ巻きから脱出する際に使用。

### 1号との協力技
ライダーダブルキック
1号と2号が同時にジャンプして空中で前方宙返りをした後、ライダーキックを行う技。タイミングが難しく、相手を戦意喪失状態にしてから合図で呼吸を合わせて放つことが多かった。当初は互いに「ライダーキック」と呼称して放っていたが、イソギンチャック戦から「ライダーダブルキック」と呼称するようになる。2人のキック力の単純な5倍の威力を持ち、ライダー1号・2号単独での撃破が困難とされる強力怪人に使われた。イソギンチャック戦までは両足で蹴っていたが、それ以降は片足で蹴っている。
『仮面ライダーX』第27話において、1号とXが「ライダーダブルキック」の呼称で使用。再生ヒュドラーや再生死神クロノスを撃退した。2号以外のライダーとの唯一の使用例。
『仮面ライダー』第51話のサブタイトルや『仮面ライダーBLACK RX』の10人ライダーの特訓時では「ダブルライダーキック」と呼称していた。
『仮面ライダー THE FIRST』でのバット戦で同様の技を使用しているが、ここでの技名も「ダブルライダーキック」になっている。

ダブルパンチ
『仮面ライダー THE NEXT』でのシザーズジャガー戦で2号と同時にアッパーカットを放つ技。ライダーダブルキックと併用して、シザーズジャガーを倒した。

ライダーダブルチョップ
1号と2号で同時にライダーチョップを放つ技。最終話で巨大な岩に向かって放ち、そこに同化して隠れて弱っていたヒルカメレオンに致命傷を与えつつ見つけた。
ライダー返し（ライダー投げ）
ライダー返しを2人で行う。イソギンチャックを投げ飛ばした。

ライダー車輪
超吸引力のあるイソギンチャック戦で使用。一気に敵の足元に入り込み、互いの足首を掴み、前転しながら相手に急接近し、攻撃を加える。接近戦に持ち込むための技。
- 『柔道一直線』の地獄車をイメージしており、放送当時の書籍ではこちらの名称で記述しているものもある。

ライダー車輪（対ショッカーライダー用）
名称は同じだが内容が異なる。サークル（円）を描いて左右から高速走行し相手にも共走させ、追うことのみに集中させることで平衡感覚を失わせる。その後同時に交差する軌道でジャンプし、自分たちは反転で回避、空中で追ってきた相手を互いに激突させ自爆させる技。これも藤兵衛との特訓で編み出した。

ヘッドクラッシャー
1号のライダーヘッドクラッシャーとは別の技。2人で肩を組んで突進し、ダブルライダーの頭突きにより強固な壁も破壊する。第98話で敵アジトから脱出する時に使用。

ライダーハンマー突き / ライダーハンマーキック
互いに別の怪人を抱えてジャンプし、空中で怪人の脳天を衝突させる技。『仮面ライダー対ショッカー』で使用。
資料により名称が異なるが、いずれにせよ1号が単独で放つ「ハンマーキック」とはまったく別の技である。

ライダー投げ
二人がかりで敵を投げ飛ばす技。再生ムカデタイガーに使用。

ライダー全エネルギー放出
『仮面ライダーV3』第2話で使用。2号と腕を交差して、全エネルギーを開放・合成して、敵の動きを封じるだけでなく、飛行も可能となる。カメバズーカを太平洋上に運び、原爆の脅威から東京を救った。

テレパシー
Oシグナルを通じて意思疎通を行う。
名称はないが、ダブルパンチの連打などもある。

### 1号以外との協力技
ライダートリプルパワー
『V3』第34話で使用。1号・2号の乗る2台の新サイクロン号の上にV3が立ち、体当たりする。

ライダートリプルキック
映画『スーパーヒーロー大戦GP 仮面ライダー3号』使用。1号と3号との合体技。
『対デストロン怪人』では、1号・2号のライダーダブルキックとV3のV3キックを連続で放っており、書籍『仮面ライダー大全集』ではこれをライダートリプルキックに当たるものと解釈している。

Xライダースーパーファイブキック
『五人ライダー対キングダーク』で登場。跳躍したXライダーを1号、2号、V3、ライダーマンが連続で加速させることで、通常のXキックを上回る威力を生み出す。

ライダーシンドローム
『10号誕生!仮面ライダー全員集合!!』で使用。

ライダーダブルキック
『仮面ライダーSPIRITS』第3部で使用。本来は1号との合体技だが、漫画ではZXとともに使用している。

ライダーダブルパンチ
『仮面ライダーSPIRITS』第3部で使用。本来は1号との合体技だが、漫画では滝とともに使用している。

## 一文字隼人
仮面ライダーシリーズの作品はすべての世界観が同一ではなく、作品によって一文字の人物像にも多少の差異が見られるが、いずれの場合も「仮面ライダー2号に変身する改造人間」という点は共通している。

### 『仮面ライダー』
『仮面ライダー』のもう1人の主人公。バッタの能力を持つ改造人間であり、仮面ライダー2号に変身する。職業はフリーカメラマンで、本人曰く「女性は撮らない」。
柔道6段・空手5段と日本武道に長け、その才能と本郷の知人であることをショッカーに見出されて捕まり、改造手術を施されてしまうが、脳改造の直前に本郷に救われる。その後、ショッカーを追ってヨーロッパに旅立った本郷の後を受け、仮面ライダー2号としてショッカーと戦うことを決意する。
冷静で紳士的な本郷に比べて、明るく陽気な性格。神出鬼没で気障な一面もある。その内には、本郷同様に改造人間としての悲哀を持つ（第15話）。帽子を被ることも多い。
バイクの腕前は優れているものの、元来レーサーだった本郷には及ばないため、立花からは「素人」扱いされることもあった。
第14話 - 第52話
改造手術を受けてアジトから脱出した後、立花レーシングクラブを訪れて立花藤兵衛やその場に身を置くFBI捜査官・滝和也と接触。2人だけに本郷がショッカーの野望を追ってヨーロッパに向かったこと、そして自身が仮面ライダー2号であることを明かし、以後は本郷に代わってショッカーから日本を守ることを誓う。
当時は戦士として未熟な面もあり、第31話でアリガバリに敗北した際に弟のように可愛がる少年・五郎が負傷してしまったことに落ち込んでいたが、藤兵衛からの叱咤・激励をバネに滝との特訓に励み、ライダー卍キックを得てアリガバリを倒す。戦歴を積み重ねることで、日本の平和を守る正義の戦士としての自覚を強め、成長していった。
ショッカー大幹部であるゾル大佐を倒してからは、日本に帰国した本郷と協力することも度々見られ、お互いの信頼関係は厚い。
第41話では、死神博士の洗脳によって操られた1号と同士討ちを行ってしまうが、テレパシーによる暗示をかけ、正気に戻した後、ゴースターを本郷とともに倒した。
第52話を最後に、本郷に日本の平和を託して南米のショッカー勢力を追って旅立った。

第53話以降
新2号となり、第72・73話の南紀編で再登場を果たす。本郷と協力してショッカーと戦い、吸血モスキラスやシオマネキングを倒した。
以降もしばしば帰国し、本郷と共闘することが多かった。事前に連絡を行いつつ帰国する本郷とは対照的に、一文字の場合は何の前触れもなしに帰国するが、それによって本郷らの危機を救ったことがあった。
ゲルショッカーが台頭し、ショッカーライダーが出現した第93話で再び帰国。アンチショッカー同盟の命令で、ゲルショッカー首領の正体が記録されたコンピューターテープを届けた際、ショッカーライダー（No.1）が1号ライダーになりすましていたことを見破っており、本物の1号 ＝ 本郷と共闘し、猛特訓の末に完成させたコンビネーション技ライダー車輪で、ショッカーライダー6人組を倒した。
最終回となる第98話で、ヒルカメレオン（ブラック将軍）の策略によって変身不能状態に陥っていた本郷、捕虜となって改造手術を施される直前だった藤兵衛やライダーガールズたちを、間一髪の登場で救う。その後、本郷とのコンビネーションでヒルカメレオンを倒し、首領の卑劣な罠も乗り越えて藤兵衛らを救出させ、ゲルショッカーを全滅させる。そして、本郷らとともに、ショッカーの全滅の任を終えてFBI本部に帰還する滝を見送った。

劇中で描かれない設定
1949年10月10日、イギリスのロンドンにて、外交官の博之（）とその妻スミの間に生まれる。父の職業柄、日本国外で過ごすことが多く、6か国語に精通する。ロンドン美術大学写真学部で撮影技術を学び、フリーのカメラマンとして活動しているが、女性は撮らない主義である。なお、両親は1971年の飛行機事故で他界している。
仮面ライダー1号 ＝ 本郷猛とは、お互いに改造される以前からの知り合いだった。『テレビマガジン』1972年10月号では「もとからの友達ではなく、一文字を本郷が助けてから友達になった」とされていたが、1973年2月号では「オートレースに出場する本郷の写真を、一文字が取材撮影に来て知り合った」と改められた。平山亨の短編ではより詳しく、スコティッシュ・シックス・デイズ・トライアルでのことだったと述べられている。
平山による別の短編では、仮面ライダーV3 ＝ 風見志郎やFBIにスカウトされる前の滝和也とも面識があったとされ、本郷・一文字・風見・立花藤兵衛・滝がパリ・ダカール・ラリーで顔を合わせ、後に待ち受ける運命も知らずに語り合う場面が描かれている。

#### キャラクター誕生の経緯
一文字＝2号は、本郷役の藤岡弘が撮影中の事故で重傷を負って入院した事態（詳細は藤岡弘、#負傷降板を参照）を受けて急遽誕生したキャラクターである。
東映プロデューサーの平山亨と東映生田スタジオ所長の内田有作は、平山が企画に携わった『柔道一直線』（東映・TBS）での出演実績などから、劇団NLTで藤岡と親交のある佐々木剛を一文字役に選んだ。当初、佐々木は知己である藤岡の初の連続主演ドラマを奪いたくないという思いに加え、子供番組の出演者としてイメージが定着することを避けたいという思いから、一度はオファーを断っている。しかし、藤岡が長期療養を要することもあり、「藤岡の怪我が完治するまで」という条件で出演を引き受けた。
一文字の登場とともに番組は大幅なリニューアルが図られ、それまでオカルトでスリラー的なイメージだった『仮面ライダー』は明るくストレートなヒーロー番組となり、人気に火がついた。一文字のキャラクター性も本郷との差別化として、日常的な場面においてはコミカルな一面をも見せる親しみやすいものに設定された。
仮面ライダーシリーズの変身ブームは、一文字の登場によって始まった。本郷はバイクに乗りながら変身していたが、監督の山田稔から抽象的な変身描写に変わるダイナミックなものを要望されており、さらに『仮面ライダー』出演当初の佐々木は自動二輪の免許取得前だったうえ、主演俳優の負傷を繰り返さないように運転自体を止められていた。そこで導入されることになったのが、変身ポーズである。
一文字が変身する際には、両腕を右に向けて水平に揃えて伸ばしてから、頭の上を通過させるように回して身体の左側へ反転させ、力こぶを作るように立てる。このイメージについて、佐々木は「横の流れが水面で縦の流れが火柱」と語っている。第14話での最初の変身シーンでは佐々木が手順を間違えたものが、そのまま放映されている。
変身の問題は解決したが、佐々木が二輪免許取得前であることには変わりなかったため、バイク疾走シーンはトラックに車両をくくりつけて走行しているように見せながら撮影されていた。一文字が当時まだ義務化されていないヘルメットを着用しているのも、スタンドインに備えてのことであるが、これには当時の佐々木が円形脱毛症になっていたという事情も絡んでいる。
一文字が戦闘中にとっていた「右手を突き出して左手を額の前で掲げる」構えは平山いわく拓殖大学の型で、『柔道一直線』の撮影時に拓大柔道部の学生たちに手伝ってもらっていた関係から使用されていた。当時は各大学の柔道部にそれぞれ独特の構えがあり、知っている者が見れば一文字の構えが拓大のものと理解できるという。
2号からは大野剣友会がスーツアクターを担当しているが、初期数話では佐々木も2号のスーツアクターを務めている。その際、佐々木は『素浪人 天下太平』でも用いた左手での剣技を披露している。
やがて藤岡も回復して番組に復帰し、本郷と一文字によるダブルライダーがイベント的に挿入された。東映と毎日放送はその定着を考えて佐々木に出演継続を打診したが、「藤岡に看板を返すべきだ」と固辞し、第52話にて南米のショッカー勢力を追うという設定でレギュラー出演を降板した。佐々木は決して『仮面ライダー』を嫌っていたわけではなく、それ以後もゲスト出演を依頼されると必ず承諾していた。これは、ゲスト出演は気分的にリラックスできることや、かつてのスタッフと再会できることが楽しみだったからである。

### 『仮面ライダー THE FIRST』 / 『仮面ライダー THE NEXT』
本郷と同じく、ショッカーに「ホッパー」と呼称される改造人間。改造前の経歴は一切不明。『THE FIRST』に登場した緑川あすかの婚約者・矢野克彦と瓜二つの容姿をしているが、克彦との関係についても語られていない。
扱いは“ホッパー2号”だが、本郷=ホッパー1号より若干早く改造されている。自らの意志で改造手術を受けたが、頭脳オペレーションは受けていないため、本郷とは異なり、自我を保ったままである。劇中では2号またはNo.2など、特に2番目であることを明示されるシーンはない。

#### 『仮面ライダー THE FIRST』
裏切り者の本郷を抹殺するべく、自らの容姿が克彦に似ていることと変身後の姿が本郷に似ていることを利用し、本郷が克彦を殺したと誤解しているあすかに近づき、あすかをショッカーから守ろうとする本郷と対決すると同時に、自分がショッカーからあすかを守っているように思わせ、あすかの心を自分に向けさせようとするが、彼女に惹かれるようになり、抹殺対象であった彼女をバットや戦闘員から守ってしまう。
本郷の一件もあり、すぐにショッカーから裏切りを疑われるが、その意志を否定したうえで本郷抹殺の成功報酬としてあすかを要求し、3幹部を驚愕させる。要求が受け入れられたため、以後は本郷を任務の対象、兼“恋のライバル”として殺害を決意する。劇中においてたびたび「あすかは俺のもの」と呼んではばからないなど、キザで軽薄、自分中心で事を進める強引な性格だが、内に秘めた想いは誰よりも熱い。
足技を多用する派手で華麗な戦闘スタイルを持ち、本郷との対戦においてもやや優勢に戦いを進めるが、改造に対する発作的な拒絶反応「リジェクション」が激しく、結果的に本郷をあと一歩で追い込めず、抹殺に失敗してしまう。
やがて、本郷の抹殺に何度も失敗した結果、ショッカーには裏切り者と見なされて処刑の対象となり、怪人コブラとスネークを差し向けられる。処刑されかけたところを本郷に救われてもなお彼を殺害してショッカーに返り咲く考えを捨てきれずにいたが、あすかが改造人間候補として連れ去られてしまうに至ってショッカーへの離反を決意し、本郷との共闘を開始する。
本郷に負けず劣らずのバイクの腕を持ち、スーパーマシンサイクロン2号でショッカーの改造実験秘密基地のある島へ乗り込む。自分たちの劣勢を知ると一度は戦意を喪失して本郷を残して一人で撤退しようとするが、彼を見捨てきれず気持ちを奮い立たせて戻り、最後まで共闘した。基地の破壊後、本郷にあすかを託して去っていった。
『FIRST』『NEXT』を通し、リジェクションに苦しむ描写があるのは一文字のみである。リジェクションは“変身”の状態には関係なく発生する。

#### 『仮面ライダー THE NEXT』
本郷とともにショッカーから離反して2年後、彼と違って頻繁に高級クラブで豪遊して飲酒する享楽的な日々を過ごしているが、その身体はリジェクションに蝕まれており、発症するたびに苦悶するうえ、本郷のボディーブロー1発だけで昏倒するほど体力が弱まっていた。リジェクションはそれ以前から繰り返して発症しており、仮面の口元は吐血で錆びついている。常に身に着けているスカーフとグローブは、リジェクションの影響で浮き上がった血管を隠すためのものであるが、グローブ内には血管から漏れた真っ黒な血液が溜まっており、本郷にその苦しみを見抜かれていた。
風見志郎の別荘においてショッカーライダーたちに追い詰められていた本郷の救出に駆けつけ、2年振りの再会を果たす。本郷には馴れ合いを嫌って突き放した態度を取る一方、心の底では強い絆で結ばれている。ショッカーの幹部である志郎と遭遇した際には、彼の「裏切り者を仕留める」という宣言からかつての自身と重ね、志郎を「ショッカーに心酔しているだけの空っぽの操り人形」と酷評した。
しばらくして、単身でショッカーの秘密基地に乗り込んだ本郷を援護するため、自身の不調も省みずに彼と合流すると、危機に陥っていたところを間一髪で救出する。ショッカーライダー6体を絶妙なコンビネーションで倒し、ライダーダブルキックとダブルパンチでシザースジャガーを撃退した。
その後、ちはるの秘密に揺り動かされつつもショッカーを裏切った志郎を見直す。ショッカーの計画阻止に成功した際、再びリジェクションが発生して本郷を動揺させるが、「不死身」を豪語して再び彼のもとを去っていった。セルDVD収録のEXTENSION Ver.では、その後に再び高級クラブを訪れており、女性たちと戯れる中で「いい人生だった」と呟きながら眠るように静まり、リジェクションの限界による死を匂わせる幕引きを迎えた。

### 『シン・仮面ライダー』
群れることを好まない明るくカラッとした性格で、正義感に溢れる元ジャーナリストの青年。

### 萬画『仮面ライダー』
PART4「13人の仮面ライダー」で初登場。毎朝新聞記者を装い、12人のショッカーライダーの1人としてショッカーを脱走した本郷を襲う。本郷を撃った弾が一文字の頭部に誤射、手当を受けてショッカーの呪縛から目覚めて本郷を倒したショッカーライダーを全滅させる。その後、脳からテレパシーを送る本郷の跡を受け継ぎ、仮面ライダー2号としてショッカーと戦う。
PART5「海魔の里」では故郷である水底村に帰郷したが、村はショッカーに支配されてしまっており、両親や里の人間たちもショッカーに操られてしまい、やむを得ず水底村を舞台にショッカーと激闘を繰り広げた。
PART6「仮面の世界（マスカー・ワールド）」では、かつてカメラマン時代に知り合った女性・順子に一途に想いを寄せてしまう自身の愚かさを悔やみつつも、ショッカーの巨大計画を、サイボーグとして復活した本郷やFBI捜査官の滝二郎とともに阻止した。

### 小説『仮面ライダー 1971 - 1973』
小説『仮面ライダー 誕生1971』『Vol.2 希望1972』は「藤岡弘、が撮影中に事故に遭わず、あくまで本郷猛のみで物語が進んだ場合」という、テレビシリーズとは異なる展開であるため、登場していない。しかし、一文字に相当する「ハヤトという名を自称する本名不明の日系三世」という設定の人物が、アンチショッカー同盟の1人として登場。
改造手術を受けた本郷のもとに突然現れた青年で、軽いイメージの喋り方が特徴的。新宿でチンピラに改造人間としての力を発揮してしまった本郷の前に再び現れ、自身も「S.M.R.」の実験体だったことを明かす。
ショッカーの暗躍を知り、ジャーナリストとして追っていたが、そのためにショッカーに目を付けられてしまい、本郷よりも先にS.M.R.として改造手術を施される。その後、彼の改造体の細胞には致命的な欠陥があることが判明。その残り少ない命を、S.M.R.の完成体になることを目されていた本郷を助けるために維持させ、ショッカーの作戦で改造細胞が暴走した本郷を止めるために、S.M.R.として激突する。
最期は自らの意思で正気に戻り、ショッカーと戦う覚悟を固めた本郷に、サイクロンとショッカーと戦う名前である「仮面ライダー」、そして、自身が常に巻いていたマフラーを与えて息を引き取る。『誕生1971』の時点で死亡しているが、『希望1972』でも名前が度々登場する。

## その他の登場作品

### 昭和第1期
『仮面ライダーV3』
第1・2話、第33・34話、劇場版『仮面ライダーV3対デストロン怪人』に登場。
第1・2話では、デストロンの怪人ハサミジャガーに殺された両親や妹の復讐に燃える風見志郎から改造人間にしてほしいと頼まれるが、改造人間として生きる苦しみを諭して断る。しかし、デストロンのアジトで罠にかかった自分と1号を捨て身で救い瀕死の重傷を負った志郎を、1号とともに改造手術を施し、仮面ライダーV3として復活させる。その後、原子爆弾を身に付けたカメバズーカから日本を救うため、1号とともに太平洋上の空で大爆発に巻き込まれて消息不明となり、テレパシーでV3に日本を託す。
第21話で窮地に陥っていたV3に自分と1号の健在をテレパシーで悟らせた後、第33・34話ではアメリカから一時帰国し、V3に協力してデストロン怪人と戦った。また、劇場版では四国で1号やV3とともにデストロン再生怪人軍団と戦った。
『仮面ライダーX』
劇場版『5人ライダー対キングダーク』、第33・34話に登場。
『5人ライダー対キングダーク』ではパリから帰国し、Xライダーや他のライダー（1号、V3、ライダーマン）とともにGODと戦った。
第33・34話に登場した際には変身前の素顔も見せており、第33話では人質にされて高所から落とされた藤兵衛を間一髪で救った。
『仮面ライダーストロンガー』
第38・39話（最終回）で登場。インドから帰国し、1号ライダーとともに第38話から登場してストロンガーを助ける。最強の改造魔人であるマシーン大元帥に1対1で対戦し、当初は互角に戦っていたが、次第に押されてしまう。しかし、1号やストロンガーの支援、囚われていたV3やライダーマンの解放で形勢は逆転する。第38話では変身後の姿のみで、続く第39話では一文字の姿もあるが、変身シーンはない。
『全員集合!7人の仮面ライダー!!』
遊園地の仮面ライダーショーを子どもたちを連れて見にきていた藤兵衛のもとに本郷、志郎、結城丈二とともに現れる。彼らや、遅れて駆け付けた敬介やアマゾン（山本大介）、茂とともに、そのショーに紛れていた再生奇械人と戦い、黒幕である暗黒大将軍を倒した。

### 昭和第2期
『仮面ライダー (スカイライダー)』
第27・28話、第36・37話、第39・40話、第53・54話（最終回）、劇場版『仮面ライダー 8人ライダーVS銀河王』に登場。このうち、第36・37話、第39・40話、第53・54話では素顔で登場。歴代ライダーの中でも数多く登場し、洋の相棒のような立場で互いの親交が深く見られた。ブランカの面々とも親交が深く、7人ライダーの中で唯一、がんがんじいと面識を持つ。
第27・28話ではヒルビランや怪人II世部隊と戦ったほか、筑波洋（スカイライダー）を特訓した。劇場版でも怪人II世部隊と戦い、格闘戦で相手を倒していくなどの活躍を見せた。
その後、第36・37話でキギンガーを追ってアマゾンから帰国し、スカイライダーと共闘。スカイライダーとの連携技でもう1人の怪人ドラゴンキングを倒す。第39・40話では知り合いのポリネシア人女性・キレーダの宝石争奪を巡って帰国し、その剛腕を活かしてウニデーモンの武器である棍棒を粉砕し、ライダーキックで撃退した。
第53話で大首領の日本侵略の情報を得て、アラスカから帰国。第52話で先に帰国していたストロンガーやスカイライダーとともに、魔神提督を倒す。そして、第54話でライダー集結時には、ストロンガーとともにライダーを代表する形で活躍。8人ライダーの力を結集させて大首領を大気圏外に運んだ後、宇宙の果てに散った。素顔での登場はこれが最後となった。
『仮面ライダースーパー1』
劇場版のみ登場。人工衛星を利用して地球に帰還し、ドグマ復讐兵団と戦った。決戦後は、他のライダーと共に外国に旅立った。放送当時の雑誌記事では、1号とともにスーパー1を特訓するスチールが存在する。
『仮面ライダーZX』 / 『10号誕生！仮面ライダー全員集合!!』
バダンの野望を追ってほかのライダーとともに帰国し、彼らやZXとともにバダンの怪人軍団を倒す。10人ライダーの協力技・ライダーシンドロームでバダンの大幹部・暗闇大使に大きなダメージを与えた。
- 佐々木が声を担当。当時の佐々木は火事で火傷を負っており（詳細は本人の記事を参照）、声の出演のみとなった。

#### 『仮面ライダーBLACK RX』
『仮面ライダーBLACK RX』では、第41話から第47話（最終回）に登場。南米（チリやアルゼンチン）でクライシス帝国と戦っていた。11人ライダーのサブリーダー格となっている。アリゾナでの特訓時はスカイライダーの相手をしていた。戦闘時に霊界怪人ガイナニンポーが1号に化けていたが、その正体を見破ることはできなかった。

### 平成仮面ライダーシリーズ、令和仮面ライダー
『劇場版 仮面ライダーディケイド オールライダー対大ショッカー』
終盤で1号やV3とともにマシンにまたがって登場。歴代ライダーと共闘し、1号とともにガラガランダにライダーダブルキックを放つなどの活躍を見せた。
『オーズ・電王・オールライダー レッツゴー仮面ライダー』
アンクが過去でセルメダルを落とした影響で、誕生したショッカーグリードに敗北することとなる。
『仮面ライダー×仮面ライダー フォーゼ&オーズ MOVIE大戦MEGA MAX』
1号と共にSOLUを狙う財団Xの戦闘員と戦うも、財団Xのレム・カンナギによって生命体を物質化する特殊な装置でアストロスイッチに変換される。
『仮面ライダー×スーパー戦隊 スーパーヒーロー大戦』
7人ライダーとしてゴーカイレッドと戦うが1号共々ゴーカイレッドが豪快チェンジしたレッドワンに敗れ時空の狭間に消されてしまう。終盤で他のライダーや戦隊と復活し大ショッカー、大ザンギャックと戦った。
『仮面ライダー×スーパー戦隊×宇宙刑事 スーパーヒーロー大戦Z』

『平成ライダー対昭和ライダー 仮面ライダー大戦 feat.スーパー戦隊』

『烈車戦隊トッキュウジャーVS仮面ライダー鎧武 春休み合体スペシャル』

『スーパーヒーロー大戦GP 仮面ライダー3号』
1号と同じく、仮面ライダー3号に倒されたが、密かにショッカー首領の電子頭脳に意識を移植し生き延びた。ライダーロボが動き出した際には1号と共に新たな身体を得て復活し、ショッカーライダーの洗脳を解いた。
『セイバー+ゼンカイジャー スーパーヒーロー戦記』

『てれびくん超バトルDVD 仮面ライダーリバイス 2号ライダーはじめました～♪』
イメージのみ登場。
- 当初は映像表現的にも登場しない内容であったが、「2号の魂」といったワードや「仮面ライダー2号」に関する小ネタが出るからには仮面ライダー2号を出したいという思いから、「仮面ライダー2号の力が仮面ライダーリバイに宿った」という表現として登場させることとなった。正確に2号ライダーのベルトを新撮したかったため、CSMタイフーンを使用して撮影している。

### 漫画作品
漫画『仮面ライダー11戦記』
全体的に副将として活躍。至近距離からのカウンター気味のライダーキックで、再生ヒルカメレオンを下している。1号がネオキングダークに閉じ込められ、後輩たちがドクトルGの搭乗する機体に苦戦している際に「真打ち」を名乗って登場し、罠にはめて自滅させた。
漫画『仮面ライダーSPIRITS』/『新 仮面ライダーSPIRITS』
「力の2号」としての一面だけでなく、明るくコミカルな性格で子供好きな一面が色濃く現れているのが特徴。また、悲しみや怒りなどの負の感情を人前では見せないが、内心では誰よりも激しい正義感とともに燃える男であり、激しく憤る（本人いわく「ブチギレる」）と顔に後述の手術痕を浮かびあがらせる。第1部でクモロイドからも「なかなかの性能だ」、断末魔には「それほどの力を有しながら」と敵ながら称賛され、戦闘能力の高さも健在であった。
また、石ノ森による原作版『仮面ライダー』の設定が再現され、興奮や戦意が高まった際には顔に手術の傷跡が浮かび上がる演出となっている（傷跡のデザインも原作と同じ）。
第1部では、ガモン共和国で未だ止まない軍人たちの戦闘を懸念しながら戦場カメラマンとして活動していたが、BADANの侵攻によって再び仮面ライダーとして前線で戦うことを決意。
第2部第一話ではBADANに再び襲われたガモン共和国の真美のもとに駆け付け、子供たちの恐怖を和らげるべく、痩せ我慢を見せつつも単身で奮戦。その後、1号ライダーとともにZXにライダーダブルキックを放つが、身を挺したタイガーロイドによって阻まれた。
第3部では、京都府において再生ブラック将軍率いる再生ゲルショッカー怪人たちと交戦する。ZXとの共闘で鎮圧するが、再生ヒルカメレオンとの戦いにおいて、一時は療養が必要となるほどまでに吸血されてしまう。療養でやや回復した後、東京で戦っている本郷の援護に向かい、間一髪でデルザーの鋼鉄参謀から本郷を救う。両腕を負傷しつつもその不屈の闘志を見せ、スーパー1とともに鋼鉄参謀やドクロ少佐に立ち向かう。
『新 仮面ライダーSPIRITS』第1話は、一文字がショッカーに改造される前日談となっており、第1話ラストで死神博士にその身体能力を見込まれ、第2話で改造された。なお、原作における設定では本郷とはショッカーに改造される以前からレーサーとカメラマンという間柄の知人だったが、本作品では一文字はショッカーを調査するカメラマン（滝和也がFBI所属ということも、立花藤兵衛より早く知っている模様）として本郷に接触する展開になっている。また、テレビシリーズ第11話に相当するシーンで本郷の変身を目撃している。
本編では新2号として登場するが、放送に倣って『ストロンガー』以降の色の濃いマスクの後期型の新2号である。だが、『新 仮面ライダーSPIRITS』第3巻特装版の表紙にのみ、テレビ版同様のカラーリング（メタリックグリーン）の新2号が描かれている。
ベルト左のスイッチの中にはエネルギーコードが収納されているという設定になっており、その端子を破壊された風見志郎のダブルタイフーンにダブルライダーがそれぞれ差し込んでエネルギーを与え、V3に変身させた。

### 小説作品
小説『S.I.C. HERO SAGA』
「MASKED RIDER EDITION -Missing Link-」
『仮面ライダー』での2号登場の前日譚となる作品。12体目のショッカーライダー（13体目のライダー）として登場するが、本郷によってその洗脳を解かれ、仮面ライダー2号となった。一文字隼人の叛乱時、他のショッカーライダーたちにヘルメットを外すと爆破する改造が施された。
「MASKED RIDER V3 & RIDERMAN EDITION -RIDERMAN ANOTHER AFTER-」
『V3』の後日談となる作品。プルトンロケットの破壊で傷付いたライダーマンを、1号 ＝ 本郷とともに神ステーションで改造する。その後、新しい身体を得たライダーマンの戦いを見守る。
「MASKED RIDER X EDITION -ゼウスの息子-」
『X』の後日談となる作品。タイガーネロとの戦いの後、キングダークの最終決戦を前に敬介たちとは別行動を取っていたが、実は呪博士の動向を探っていた。
「MASKED RIDER DEN-O EDITION -1971年4月3日-」
『劇場版 仮面ライダー電王&キバ クライマックス刑事』と『仮面ライダー』から『ZX』までが同じ世界という設定で、岩石大首領に変身したネガタロスと当時のショッカー首領と戦う仮面ライダー電王を助けるために、ほかの7人ライダーとともにオーナーに連れられて1971年4月3日へ行く。
『仮面ライダーEVE』
原作漫画の後日談。ショッカーの巨大計画阻止に成功してからも戦い続けており、バダンを壊滅させて以後は音信不通だった。しかし、ショッカー残党の暗躍を悟って南米から帰国し、滝と再会。最初はガイボーグである謎の少年・門脇純を、ショッカーの真の生命体だと疑っていた。終盤では、藤兵衛の依頼で帰国したライダーマンと協力し、ビッグマシンと戦った。ライダーマンと合流した際には、かつての戦いで甦った本郷を思い浮かべており、影でよく見えなかったため、再び本郷が駆けつけたのかと思い込んでいた。
最後は歴代ライダーとともに、ライダーシンドロームで純を仮面ライダーガイアとして甦らせた。変身体のデザインは旧2号のままである。

### 『仮面ライダーSD』
『仮面ライダーSD』では「仮面ライダー2号」としてのみの登場で、素顔を見せたことはない。手袋と靴が赤いのはおしゃれ好きなためとされる。写真好きが強調されて極め度は10段階の9、機種は一眼レフカメラ。なお、『マイティライダーズ』と『疾風伝説』では世界観が異なる。
- 『マイティライダーズ』では、途中から海外から帰国したという設定で登場。やはり1号とは古くからの戦友。魔神大首領の正体が死神博士と気付き共に戦う決意を固める。桁違いの豪力で活躍した。アマゾン・ストロンガーをメンバーに「ワイルドライダーズ」のリーダーとして登場。
- 『疾風伝説』では、1号の影武者として登場。

### テレビゲーム
『スーパーヒーロー作戦 ダイダルの野望』
地獄車というオリジナルの技が登場。
『スーパー特撮大戦2001』
途中から登場。再改造をするか選択する場面もある。
PSゲーム『仮面ライダー』/PSゲーム『仮面ライダーV3』
テレビシリーズの流れに沿って活躍するが、ストーリーモードで怪人側を選んだ場合、プレーヤーの選んだ怪人に倒されてしまうこととなる。
PS2ゲーム『仮面ライダー 正義の系譜』
第5章前半・1972年1月の世界を舞台に、復活したゾル大佐の罠に落ちた本郷を助けるために登場。また、サポート側のライダーの中では1人だけ操作可能。

#### コンパチヒーローシリーズ
- 『ヒーロー戦記 プロジェクト オリュンポス』では、南光太郎＝仮面ライダーBLACKにライダー回転キックを伝授する。ネオショッカーのロケット発射を阻止して死亡したかと思われていた（ライダーマンの演出のオマージュ）が、実は間一髪組織を裏切ったモグラ獣人によって救われていた。
- 『ガイアセイバー ヒーロー最大の作戦』では、物語開始以前に敵のアジトに潜入していたが、消息を絶つ。その後、ライダーの敵（ライダー・キラー）として立ち塞がる。

### その他の作品
『きだ版ライダー絵巻 仮面ライダー電王 激突! 電王VS信長』
『電王』と『仮面ライダー』が同じ世界という設定で、1号と2号が電王の戦いに巻き込まれ、戦国時代に跳ばされてしまっている。
『MASKED RIDER LIVE&SHOW 〜十年祭〜』
歴代の昭和ライダーとともに登場。ディケイドら平成ライダーに加勢し、大ショッカーを退散させた。

## 仮面ライダー2号を演じた人物

### 俳優
佐々木剛
- 『仮面ライダー』
- 『仮面ライダー対ショッカー』
- 『仮面ライダーV3』
- 『仮面ライダーX』
- 『仮面ライダーストロンガー』
- 『全員集合!7人の仮面ライダー!!』
- 『仮面ライダー (スカイライダー)』

高野八誠
- 『仮面ライダー THE FIRST』
- 『仮面ライダー THE NEXT』

柄本佑
- 『シン・仮面ライダー』

### 声優
佐々木剛
- 『仮面ライダーV3対デストロン怪人』
- 『10号誕生!仮面ライダー全員集合!!』
- 『オーズ・電王・オールライダー レッツゴー仮面ライダー』
- 『仮面ライダーメモリアル』（ナレーター）
- 『仮面ライダー 正義の系譜』

小野寺丈
- 『まんがビデオ 仮面ライダー』

山崎たくみ
- 『仮面ライダーV3』

藤本たかひろ
- 『劇場版 仮面ライダーディケイド オールライダー対大ショッカー』
- 『仮面ライダー 恐怖の地球温暖化計画』
- 『仮面ライダー×仮面ライダー フォーゼ&オーズ MOVIE大戦MEGA MAX』
- 『仮面ライダー×スーパー戦隊 スーパーヒーロー大戦』
- 『ネット版 仮面ライダーウィザード イン マジか!?ランド』
- 『烈車戦隊トッキュウジャーVS仮面ライダー鎧武 春休み合体スペシャル』
- 『仮面ライダーバトル ガンバライド』
- 『仮面ライダーバトル ガンバライジング』
- 『オール仮面ライダー ライダージェネレーション』シリーズ（オリジナル）
- 『仮面ライダー クライマックスヒーローズ』シリーズ
- 『仮面ライダー バトライド・ウォー』シリーズ
- 『仮面ライダー ストームヒーローズ』
- 『仮面ライダー シティウォーズ』

小山剛志
- 『MASKED RIDER LIVE&SHOW 〜十年祭〜』

大川透
- 『ネット版 オーズ・電王・オールライダー レッツゴー仮面ライダー 〜ガチで探せ！君だけのライダー48〜』

穴井勇輝
- 『仮面ライダー×スーパー戦隊×宇宙刑事 スーパーヒーロー大戦Z』

神谷浩史
- 『平成ライダー対昭和ライダー 仮面ライダー大戦 feat.スーパー戦隊』

河本邦弘
- 『スーパーヒーロー大戦GP 仮面ライダー3号』

高野八誠
- 『オール仮面ライダー ライダージェネレーション』シリーズ（THE FIRST）

柄本佑
- 『SD シン・仮面ライダー 乱舞』
- 『クレヨンしんちゃん』 - 第1173話「しん・仮面ライダーだゾ」（2023年3月18日放送）

### スーツアクター
『仮面ライダー』2号編での2号役は中村文弥が主に担当した。新1号編への移行に伴い中村は『変身忍者 嵐』の担当となったため、以後の2号役は流動的となった。
佐々木剛
- 『仮面ライダー』第14話を含む2 - 3回

中村文弥
- 『仮面ライダー』メイン

岡田勝
- 『仮面ライダー』サブ

飯塚実
- 『仮面ライダー』サブ
  - 「エラが張った2号」は飯塚が担当したときの画。

中屋敷鉄也
- 『仮面ライダー』第46話・第93話・第94話

瀬島達佳
- 『仮面ライダー』第22話
  - 泳ぎが得意だったので、水場でのアクションを担当した。ただし、本格的な水中戦は、水中バレエのプロに交替している。

金田治
- 『仮面ライダー』トランポリンスタント

千代田恵介
- 『仮面ライダー』第72話・第73話

大杉雄太郎
- 『仮面ライダー』第94話

河原崎洋夫
- 『仮面ライダー』第98話
- 『仮面ライダーV3』第1話・第2話、第33話

マーク武蔵
- 『仮面ライダー THE FIRST』

秋山智彦
- 『仮面ライダー THE NEXT』

永徳
- 『劇場版 仮面ライダーディケイド オールライダー対大ショッカー』

高田将司
- 『オーズ・電王・オールライダー レッツゴー仮面ライダー』
- 『ネット版 仮面ライダー×スーパー戦隊 スーパーヒーロー大変 〜犯人はダレだ?!〜』

柄本佑
- 『シン・仮面ライダー』

### オートバイスタント
大橋春雄
- 『仮面ライダー』

小山英夫
- 『仮面ライダー』第41話
  - 本来はメイク担当だが、オートバイを扱えたため並走シーンを担当した。

西村信宏
- 『仮面ライダー THE NEXT』